# Noordelijke Qi-dynastie
De Noordelijke Qi-dynastie (Hanyu pinyin: Běi Qí; Traditioneel Chinees: 北齊; Vereenvoudigd Chinees: 北齐) ontstond in 550, toen Gao Yang de schijnkeizer van de Oostelijke Wei-dynastie Yuan Shanjian van de troon stootte, om vervolgens zijn eigen dynastie te stichten. 
Bij de oprichting was het de sterkste van de drie in dat tijdperk in China gevestigde staten (samen met de Noordelijke Zhou- en de Chen-dynastie), maar het ging geleidelijk tenonder. In 577 werd de Noordelijke Qi (opvolger van de Oostelijke Wei) veroverd door de Noordelijke Zhou (opvolger van de Westelijke Wei).